# Danville (Misuri)
Danville es un lugar designado por el censo ubicado en el condado de Montgomery en el estado estadounidense de Misuri. En el Censo de 2010 tenía una población de 34 habitantes y una densidad poblacional de 34,28 personas por km².

## Geografía
Danville se encuentra ubicado en las coordenadas 38°54′44″N 91°31′47″O / 38.91222, -91.52972. Según la Oficina del Censo de los Estados Unidos, Danville tiene una superficie total de 0.99 km², de la cual 0.98 km² corresponden a tierra firme y (1.57%) 0.02 km² es agua.

## Demografía
Según el censo de 2010, había 34 personas residiendo en Danville. La densidad de población era de 34,28 hab./km². De los 34 habitantes, Danville estaba compuesto por el 100% blancos, el 0% eran afroamericanos, el 0% eran amerindios, el 0% eran asiáticos, el 0% eran isleños del Pacífico, el 0% eran de otras razas y el 0% pertenecían a dos o más razas. Del total de la población el 0% eran hispanos o latinos de cualquier raza.